# Dominikia valida
Dominikia valida är en skalbaggsart som först beskrevs av Pierre Lesne 1899.  Dominikia valida ingår i släktet Dominikia och familjen kapuschongbaggar. Inga underarter finns listade i Catalogue of Life.